# Archie Renaux
Archie James Beale, conosciuto professionalmente come Archie Renaux, (Kingston upon Thames, 22 novembre 1997) è un attore britannico famoso per i suoi ruoli nella miniserie della BBC Gold Digger (2019) e nella serie Netflix Tenebre e ossa (2021-2023).

## Biografia

### Giovinezza
Renaux è di Tolworth a Kingston upon Thames. La parte materna della famiglia è anglo-indiana. Ha due sorelle e un fratello. Renaux ha frequentato la Richard Challoner School prima di proseguire gli studi presso l'Unseen, una scuola di recitazione a Londra. Ha lasciato il suo lavoro come ingegnere del condizionamento dell'aria per diventare un attore.

### Carriera
Renaux ha iniziato la sua carriera come modello, lavorando per Topman, Nasir Mazhar, Moss Bros e Men's Fashion Week.
Nel 2017 è stato scelto per recitare nel film distopico Zero. Nel 2019, ha fatto il suo debutto televisivo con un ruolo da guest star nella serie Amazon Prime Hanna e ha poi recitato nel ruolo di Leo Day nella miniserie della BBC One Gold Digger. Renaux ha poi recitato in alcuni piccoli ruoli come quello di Alex nel film Voyagers e quello di Bobby in Morbius.
Nell'ottobre 2019, è stato annunciato che Renaux avrebbe interpretato Malyen "Mal" Oretsev nella serie Netflix del 2021 Tenebre e ossa, un adattamento della serie di libri fantasy Tenebre e ossa e Sei di corvi di Leigh Bardugo. Nel 2022, Renaux è apparso nella commedia medievale di Amazon Prime Catherine e nel film biografico di Apple TV+ Una birra al fronte. Nel 2023-24, è apparso nei film L'altra Zoey, Upgraded - Amore, arte e bugie, e nel film di fantascienza Alien: Romulus.

### Vita privata
Nel giugno 2020 Renaux ha annunciato tramite un post su Instagram che lui e la sua ragazza, Annie O'Hara, aspettavano un bambino. La loro figlia, Iris, è nata nell'ottobre 2020.

## Filmografia

### Cinema
- Market Road, regia di Arjun Rose - cortometraggio (2017)
- Feline, regia di Joan Fuentelsaz (2018)
- Strange Days, regia di Alice Seabright - cortometraggio (2018)
- Body of Water, regia di Lucy Brydon (2020)
- Voyagers, regia di Neil Burger (2021)
- Morbius, regia di Daniel Espinosa (2022)
- Catherine (Catherine Called Birdy), regia di Lena Dunham (2022)
- Una birra al fronte (The Greatest Beer Run Ever), regia di Peter Farrelly (2022)
- Zero, regia di Faye Gilbert (2022)
- Eden, regia di Cary Mason - cortometraggio (2023)
- L'altra Zoey (The Other Zoey), regia di Sara Zandieh (2023)
- Upgraded - Amore, arte e bugie (Upgraded), regia di Carlson Young (2024)
- Alien: Romulus, regia di Fede Alvarez (2024)

### Televisione
- Hanna – serie TV, 1 episodio (2019)
- Gold Digger – serie TV, 6 episodi (2019)
- Tenebre e ossa (Shadow and Bone) – serie TV, 16 episodi (2021-2023)
- The Jetty – serie TV, 4 episodi (2024)

## Doppiatori italiani
Nelle versioni in italiano delle opere in cui ha recitato, Archie Renaux è stato doppiato da:
- Federico Campaiola in Tenebre e ossa, L'altra Zoey, Upgraded - Amore, arte e bugie, Alien: Romulus
- Danny Francucci in Gold Digger
- Luca Baldini in Catherine